# Интегральная схема

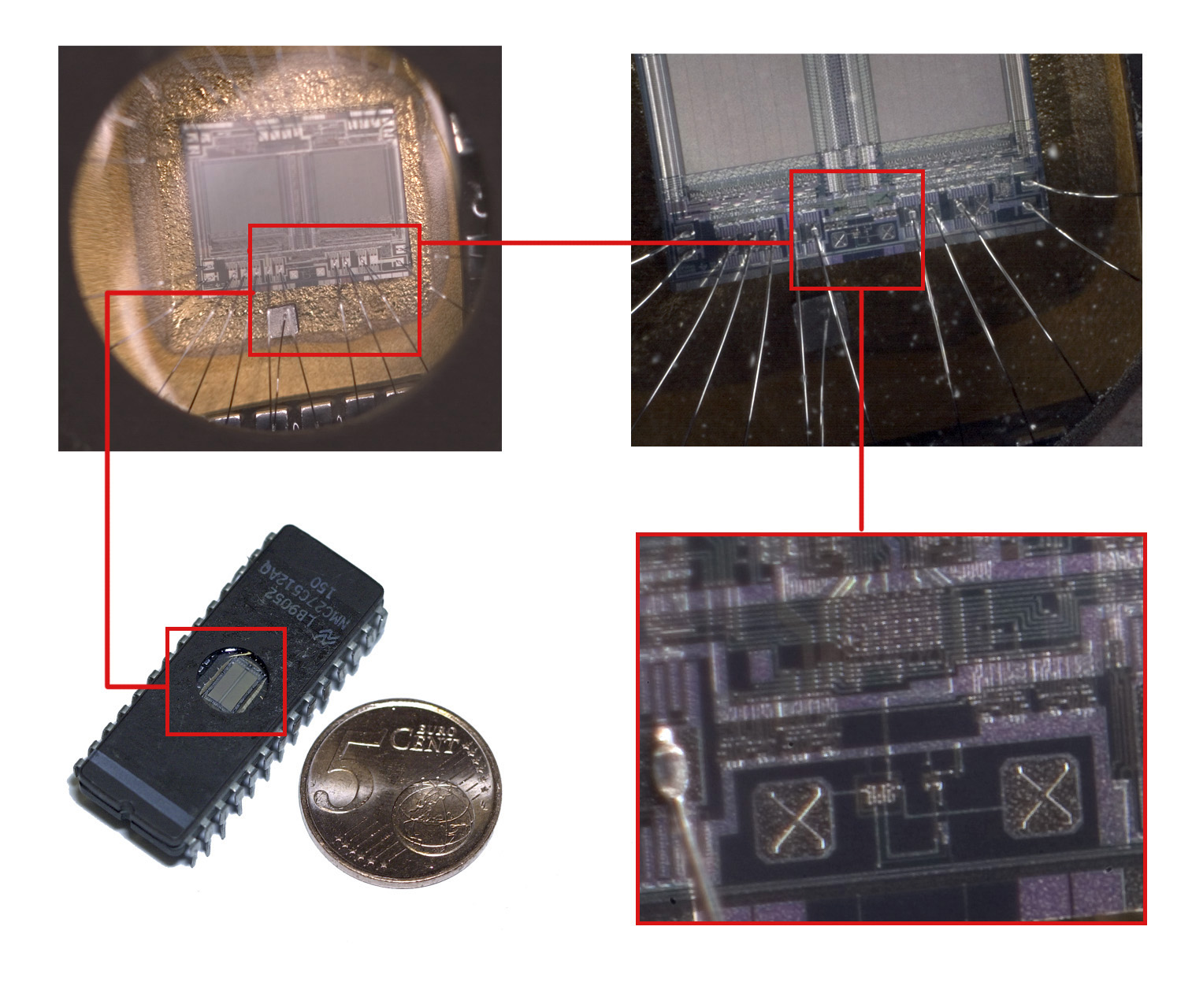
Увеличенное изображение кристалла EPROM 27C512

Интегра́льная схе́ма (ИС); интегра́льная микросхе́ма (ИМС), микросхе́ма — микроэлектронное устройство — электронная схема произвольной сложности (кристалл), изготовленная на полупроводниковой подложке (пластине или плёнке) и помещённая в неразборный корпус или без такового в случае вхождения в состав микросборки. Микросхемы также часто называют словом чип (англ. chip: «тонкая пластинка»: первоначально термин относился к пластинке кристалла микросхемы).
Бо́льшая часть микросхем изготавливается в корпусах для поверхностного монтажа.
Часто под интегральной схемой (ИС) понимают собственно кристалл или плёнку с электронной схемой, а под микросхемой (МС) — ИС, заключённую в корпус. В то же время выражение «чип-компоненты» означает «компоненты для поверхностного монтажа» (в отличие от компонентов для пайки в отверстия на плате).

## История
7 мая 1952 года британский радиотехник Джеффри Даммер (англ. Geoffrey Dummer) впервые выдвинул идею объединения множества стандартных электронных компонентов в монолитном кристалле полупроводника. Осуществление этих предложений в те годы не могло состояться из-за недостаточного развития технологий.
В конце 1958 года и в первой половине 1959 года в полупроводниковой промышленности состоялся прорыв. Три человека, представлявшие три частные американские корпорации, решили три фундаментальные проблемы, препятствовавшие созданию интегральных схем. Джек Килби из Texas Instruments запатентовал принцип объединения, создал первые несовершенные прототипы ИС и довёл их до серийного производства. Курт Леговец из Sprague Electric Company изобрёл способ электрической изоляции компонентов, сформированных на одном кристалле полупроводника (изоляцию p-n-переходом (англ. P–n junction isolation)). Роберт Нойс из Fairchild Semiconductor изобрёл способ электрического соединения компонентов ИС (металлизацию алюминием) и предложил усовершенствованный вариант изоляции компонентов на базе новейшей планарной технологии Жана Эрни (англ. Jean Hoerni). 27 сентября 1960 года группа Джея Ласта (англ. Jay Last) создала на Fairchild Semiconductor первую работоспособную полупроводниковую ИС по идеям Нойса и Эрни. Texas Instruments, владевшая патентом на изобретение Килби, развязала против конкурентов патентную войну, завершившуюся в 1966 году мировым соглашением о перекрёстном лицензировании технологий.
Ранние логические ИС упомянутых серий строились буквально из стандартных компонентов, размеры и конфигурации которых были заданы технологическим процессом. Схемотехники, проектировавшие логические ИС конкретного семейства, оперировали одними и теми же типовыми диодами и транзисторами. В 1961—1962 гг. парадигму проектирования сломал ведущий разработчик Sylvania Том Лонго, впервые использовав в одной ИС различные конфигурации транзисторов в зависимости от их функций в схеме. В конце 1962 г. Sylvania выпустила в продажу первое семейство разработанной Лонго транзисторно-транзисторной логики (ТТЛ) — исторически первый тип интегральной логики, сумевший надолго закрепиться на рынке. В аналоговой схемотехнике прорыв подобного уровня совершил в 1964—1965 годах разработчик операционных усилителей Fairchild Боб Видлар.

### Разработка интегральных схем в СССР
Первая в СССР микросхема была создана в 1961 году в ТРТИ (Таганрогском радиотехническом институте) под руководством Л. Н. Колесова. Это событие привлекло внимание научной общественности страны, и ТРТИ был утверждён головным в системе минвуза по проблеме создания микроэлектронной аппаратуры высокой надёжности и автоматизации её производства. Сам же Л. Н. Колесов был назначен Председателем координационного совета по этой проблеме.
Первая в СССР гибридная толстоплёночная интегральная микросхема (серия 201 «Тропа») была разработана в 1963-65 годах в НИИ точной технологии («Ангстрем»), серийное производство с 1965 года. В разработке принимали участие специалисты НИЭМ (ныне НИИ «Аргон»).
Первая в СССР полупроводниковая интегральная микросхема была создана на основе планарной технологии, разработанной в начале 1960 года в НИИ-35 (затем переименован в НИИ «Пульсар») коллективом, который в дальнейшем был переведён в НИИМЭ («Микрон»). Создание первой отечественной кремниевой интегральной схемы было сконцентрировано на разработке и производстве с военной приёмкой серии интегральных кремниевых схем ТС-100 (37 элементов — эквивалент схемотехнической сложности триггера, аналога американских ИС серии SN-51 фирмы Texas Instruments). Образцы-прототипы и производственные образцы кремниевых интегральных схем для воспроизводства были получены из США. Работы проводились в НИИ-35 (директор Трутко) и Фрязинским полупроводниковым заводом (директор Колмогоров) по оборонному заказу для использования в автономном высотомере системы наведения баллистической ракеты. Разработка включала шесть типовых интегральных кремниевых планарных схем серии ТС-100 и с организацией опытного производства заняла в НИИ-35 три года (с 1962 по 1965 год). Ещё два года ушло на освоение заводского производства с военной приёмкой во Фрязине (1967 год).
Параллельно работа по разработке интегральной схемы проводилась в центральном конструкторском бюро при Воронежском заводе полупроводниковых приборов (ныне — ОАО «НИИЭТ»). В 1965 году во время визита на ВЗПП министра электронной промышленности А. И. Шокина заводу было поручено провести научно-исследовательскую работу по созданию кремниевой монолитной схемы — НИР «Титан» (приказ министерства от 16.08.1965 г. № 92), которая была досрочно выполнена уже к концу года. Тема была успешно сдана Госкомиссии, и серия 104 микросхем диодно-транзисторной логики стала первым фиксированным достижением в области твердотельной микроэлектроники, что было отражено в приказе МЭП от 30.12.1965 г. № 403.

## Классификация

### По степени интеграции
В зависимости от степени интеграции применяются следующие названия интегральных схем:
- малая интегральная схема (МИС) — до 100 элементов в кристалле
- средняя интегральная схема (СИС) — до 1000 элементов в кристалле
- большая интегральная схема (БИС) — до 10 тыс. элементов в кристалле
- сверхбольшая интегральная схема (СБИС) — более 10 тыс. элементов в кристалле

Ранее использовались также теперь уже устаревшие названия: ультрабольшая интегральная схема (УБИС) — от 1—10 млн до 1 млрд элементов в кристалле и, иногда, гигабольшая интегральная схема (ГБИС) — более 1 млрд элементов в кристалле. В настоящее время, с 2010-х, названия «УБИС» и «ГБИС» практически не используются, и все микросхемы с числом элементов более 10 тыс. относят к классу СБИС.

### По технологии изготовления

Гибридная микросборка STK403-090, извлечённая из корпуса

- Полупроводниковая микросхема — все элементы и межэлементные соединения выполнены на одном полупроводниковом кристалле (например, кремния, германия, арсенида галлия).

- Плёночная интегральная микросхема — все элементы и межэлементные соединения выполнены в виде плёнок:
  - толстоплёночная интегральная схема;
  - тонкоплёночная интегральная схема.
- Гибридная микросхема (часто называемая микросборкой), содержит несколько бескорпусных диодов, бескорпусных транзисторов и (или) других электронных активных компонентов. Также микросборка может включать в себя бескорпусные интегральные микросхемы. Пассивные компоненты микросборки (резисторы, конденсаторы, катушки индуктивности) обычно изготавливаются методами тонкоплёночной или толстоплёночной технологий на общей, обычно керамической подложке гибридной микросхемы. Вся подложка с компонентами помещается в единый герметизированный корпус.
- Совмещённая микросхема — кроме полупроводникового кристалла, содержит тонкоплёночные (толстоплёночные) пассивные элементы, размещённые на поверхности кристалла.

### По виду обрабатываемого сигнала
- Аналоговые.
- Цифровые.
- Аналого-цифровые.

Аналоговые микросхемы — входные и выходные сигналы изменяются по закону непрерывной функции в диапазоне от положительного до отрицательного напряжения питания.
Цифровые микросхемы — входные и выходные сигналы могут иметь два значения: логический ноль или логическая единица, каждому из которых соответствует определённый диапазон напряжения. Например, для микросхем типа ТТЛ при напряжении питания +5 В диапазон напряжения 0…0,4 В соответствует логическому нулю, а диапазон от 2,4 до 5 В — логической единице; для микросхем ЭСЛ-логики при напряжении питания −5,2 В диапазон от −0,8 до −1,03 В — логической единице, а от −1,6 до −1,75 В — логическому нулю.
Аналого-цифровые микросхемы совмещают в себе формы цифровой и аналоговой обработки сигналов, например, усилитель сигнала и аналого-цифровой преобразователь.

### По применяемости
- Микросхемы широкого применения (серийные).
- Специализированные (по заказу потребителя).

### Функциональные микросхемы
В отдельный класс выделяют интегральные схемы с дополнительными функциями, использующими, например, пьезо-, оптоэлектронные или механические свойства внутренних структур, элементы прямого и (или) обратного преобразования сигналов и физических величин. Среди них можно выделить:
- пьезоэлектрические микросхемы;
- приборы с дополнительной полупроводниковой структурой (например, с диодом Ганна);
- приборы с зарядовой связью;
- оптоэлектронные микросхемы;
- оптоакустические микросхемы;
- микроэлектромеханические системы (МЭМС).

## Назначение
Интегральная микросхема может обладать законченной, сколь угодно сложной, функциональностью — вплоть до целого микрокомпьютера (однокристальный микрокомпьютер).

### Аналоговые схемы
Ана́логовая интегра́льная (микро)схе́ма (АИС, АИМС) — интегральная схема, входные и выходные сигналы которой изменяются по закону непрерывной функции (то есть являются аналоговыми сигналами).
Лабораторный образец аналоговой ИС был создан фирмой Texas Instruments в США в 1958 году. Это был генератор сдвига фаз. В 1962 году появилась первая серия аналоговых микросхем — SN52. В ней имелись маломощный усилитель низкой частоты, операционный усилитель и видеоусилитель.
В СССР большой ассортимент аналоговых интегральных микросхем был получен к концу 1970-х годов. Их применение позволило увеличить надёжность устройств, упростить наладку оборудования, часто даже исключить необходимость технического обслуживания в процессе эксплуатации.
Ниже представлен неполный список устройств, функции которых могут выполнять аналоговые ИМС. Зачастую одна микросхема заменяет сразу несколько таковых (например, К174ХА42 вмещает в себя все узлы супергетеродинного ЧМ радиоприёмника).
- операционные усилители
- компараторы
- генераторы сигналов
- фильтры (в том числе на пьезоэффекте)
- аналоговые умножители
- аналоговые аттенюаторы и регулируемые усилители
- стабилизаторы источников питания: стабилизаторы напряжения и тока
- микросхемы управления импульсных блоков питания
- преобразователи сигналов
- схемы синхронизации
- различные датчики

Аналоговые микросхемы применяются в аппаратуре звукоусиления и звуковоспроизведения, в видеомагнитофонах, телевизорах, технике связи, измерительных приборах, аналоговых вычислительных машинах, вторичных источниках электропитания и т. д.
В аналоговых компьютерах
- операционные усилители (LM101, μA741)

В блоках питания

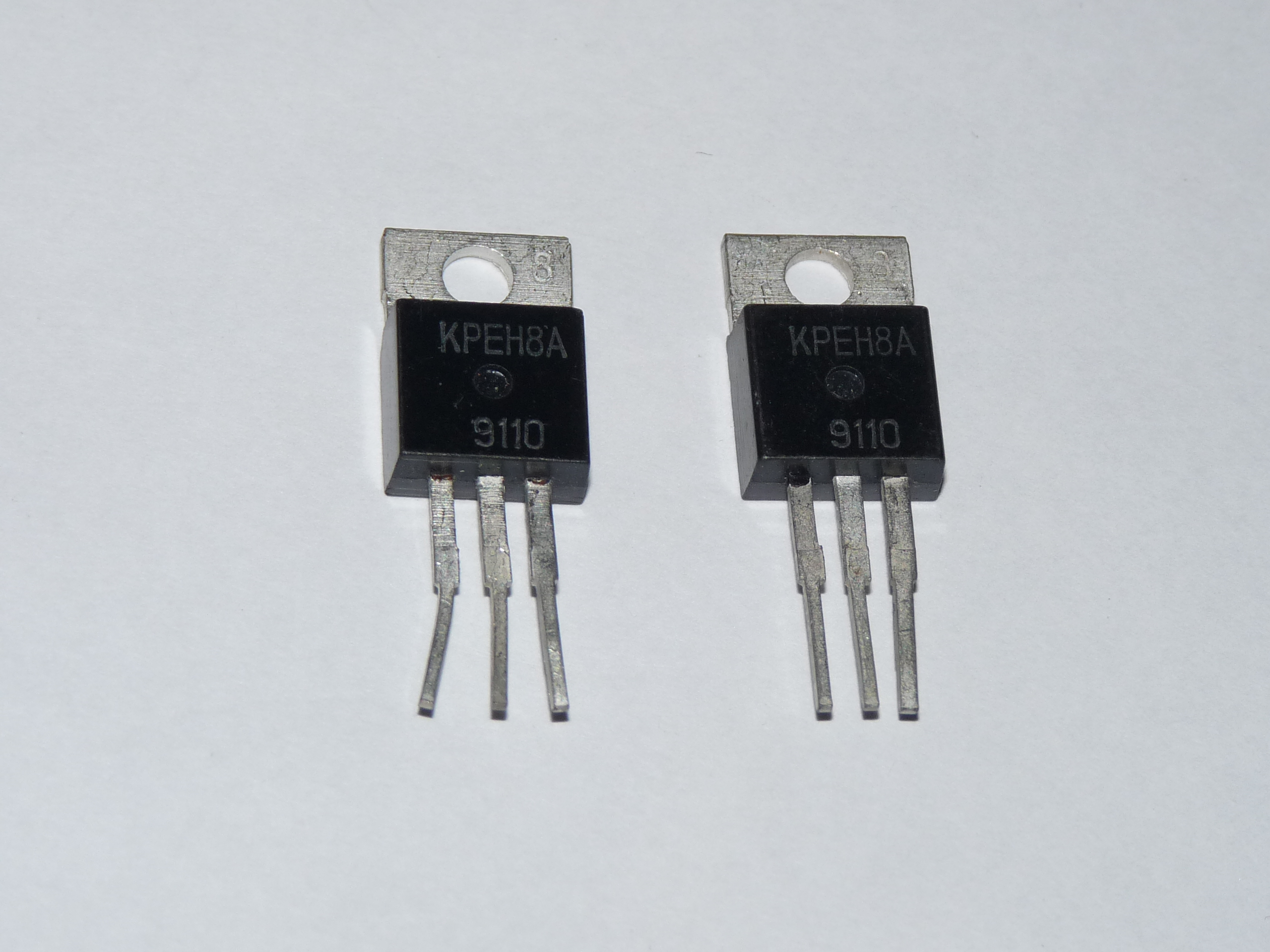
Микросхема стабилизатора напряжения КР1170ЕН8

- линейные стабилизаторы напряжения (КР1170ЕН12, LM317)
- импульсные стабилизаторы напряжения (LM2596, LM2663)

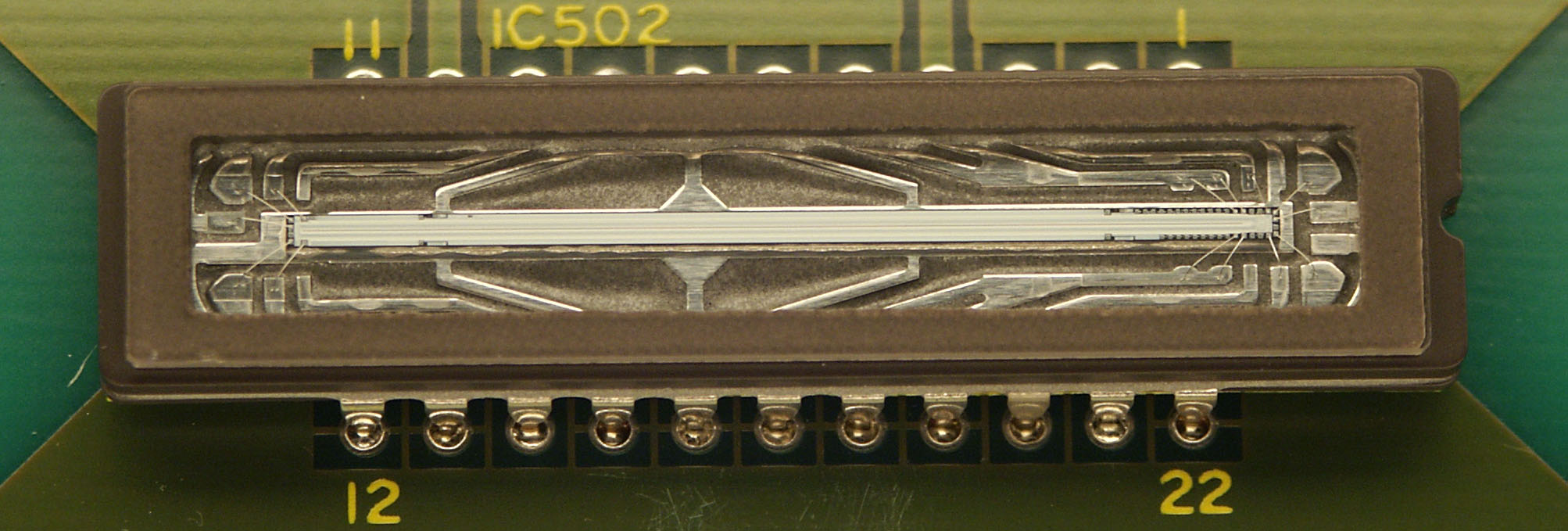
ПЗС-линейка из факса

В видеокамерах и фотоаппаратах
- ПЗС-матрицы (ICX404AL)
- ПЗС-линейки (MLX90255BA)

В аппаратуре звукоусиления и звуковоспроизведения
- усилители мощности звуковой частоты (LA4420, К174УН5, К174УН7)
- сдвоенные УМЗЧ для стереофонической аппаратуры (TDA2004, К174УН15, К174УН18)
- различные регуляторы (К174УН10 — двухканальный УМЗЧ с электронной регулировкой частотной характеристики, К174УН12 — двухканальный регулятор громкости и баланса)

В измерительных приборах
- датчики давления (MP3V5100[13])
- датчики магнитного поля (УР1101ХП30[14])
- датчики температуры (L1V1335[15], MAX6613[16])

В радиопередающих и радиоприёмных устройствах
- детекторы АМ сигнала (К175ДА1)
- детекторы ЧМ сигнала (К174УР7)
- смесители (К174ПС1)
- усилители высокой частоты (К157ХА1)
- усилители промежуточной частоты (К157ХА2, К171УР1)
- однокристальные радиоприёмники (К174ХА10)

В телевизорах
- в радиоканале (К174УР8 — усилитель с АРУ, детектор ПЧ изображения и звука, К174УР2 — усилитель напряжения ПЧ изображения, синхронный детектор, предварительный усилитель видеосигнала, система ключевой автоматической регулировки усиления)
- в канале цветности (К174АФ5 — формирователь цветовых R-, G-, B-сигналов, К174ХА8 — электронный коммутатор, усилитель-ограничитель и демодулятор сигналов цветовой информации)
- в узлах развёртки (К174ГЛ1 — генератор кадровой развёртки)
- в цепях коммутации, синхронизации, коррекции и управления (К174АФ1 — амплитудный селектор синхросигнала, генератор импульсов строчной частоты, узел автоматической подстройки частоты и фазы сигнала, формирователь задающих импульсов строчной развёртки, К174УП1 — усилитель яркостного сигнала, электронный регулятор размаха выходного сигнала и уровня «чёрного»)

### Цифровые схемы
Цифровая интегральная микросхема (цифровая микросхема) — интегральная микросхема, предназначенная для преобразования и обработки сигналов, изменяющихся по закону дискретной функции.
В основе цифровых интегральных микросхем лежат транзисторные ключи, способные находиться в двух устойчивых состояниях: открытом и закрытом (бинарная система). Использование транзисторных ключей даёт возможность создавать различные логические, триггерные и другие интегральные микросхемы. 
Цифровые интегральные микросхемы применяют в устройствах обработки дискретной информации электронно-вычислительных машин (ЭВМ), системах автоматики и т. п.
- логические элементы
- триггеры
- счётчики
- регистры
- буферные преобразователи
- шифраторы
- дешифраторы
- цифровой компаратор
- мультиплексоры
- демультиплексоры
- сумматоры
- полусумматоры
- ключи
- АЛУ
- микроконтроллеры
- (микро)процессоры (в том числе ЦП для компьютеров)
- однокристальные микрокомпьютеры
- микросхемы и модули памяти
- ПЛИС (программируемые логические интегральные схемы)

Цифровые интегральные микросхемы имеют ряд преимуществ по сравнению с аналоговыми:
- Уменьшенное энергопотребление связано с применением в цифровой электронике импульсных электрических сигналов. При получении и преобразовании таких сигналов активные элементы электронных устройств (транзисторов) работают в «ключевом» режиме, то есть транзистор либо «открыт» — что соответствует сигналу высокого уровня (1), либо «закрыт» — (0), в первом случае на транзисторе нет падения напряжения, во втором — через него не идёт ток. В обоих случаях энергопотребление близко к 0, в отличие от аналоговых устройств, в которых большую часть времени транзисторы находятся в промежуточном (активном) состоянии.
- Высокая помехоустойчивость цифровых устройств связана с большим отличием сигналов высокого (например, 2,5-5 В) и низкого (0-0,5 В) уровня. Ошибка состояния возможна при таком уровне помех, когда высокий уровень интерпретируется как низкий и наоборот, что маловероятно. Кроме того, в цифровых устройствах возможно применение специальных кодов, позволяющих исправлять ошибки.
- Большая разница уровней состояний сигналов высокого и низкого уровня (логических «0» и «1») и достаточно широкий диапазон их допустимых изменений делает цифровую технику нечувствительной к неизбежному в интегральной технологии разбросу параметров элементов, избавляет от необходимости подбора компонентов и настройки элементами регулировки в цифровых устройствах.

### Аналого-цифровые схемы
Аналого-цифровая интегральная схема (аналого-цифровая микросхема) — интегральная схема, предназначенная для преобразования сигналов, изменяющихся по закону дискретной функции, в сигналы, изменяющиеся по закону непрерывной функции, и наоборот.
Зачастую одна микросхема выполняет функции сразу нескольких устройств (например, АЦП последовательного приближения содержат в себе ЦАП, поэтому могут выполнять двусторонние преобразования). Список устройств (неполный), функции которых могут выполнять аналого-цифровые ИМС:
- цифро-аналоговые (ЦАП) и аналого-цифровые преобразователи (АЦП);
- аналоговые мультиплексоры (в то время как цифровые (де)мультиплексоры являются исключительно цифровыми ИМС, аналоговые мультиплексоры содержат элементы цифровой логики (обычно дешифратор) и могут содержать аналоговые схемы);
- цифровые вычислительные синтезаторы (ЦВС);
- приёмопередатчики (например, сетевой приёмопередатчик интерфейса Ethernet);
- модуляторы и демодуляторы;
  - радиомодемы;
  - декодеры телетекста, УКВ-радио-текста;
  - приёмопередатчики Fast Ethernet и оптических линий;
  - Dial-Up модемы;
  - приёмники цифрового ТВ;
  - датчик оптической компьютерной мыши;
- микросхемы питания электронных устройств — стабилизаторы, преобразователи напряжения, силовые ключи и др.;
- устройства на переключаемых конденсаторах;
- цифровые аттенюаторы;
- схемы фазовой автоподстройки частоты (ФАПЧ);
- коммутаторы;
- генераторы и восстановители частоты тактовой синхронизации;
- базовые матричные кристаллы (БМК): содержит как аналоговые, так и цифровые схемы.

## Производство
Основным элементом аналоговых микросхем являются транзисторы (биполярные или полевые). Разница в технологии изготовления транзисторов существенно влияет на характеристики микросхем. Поэтому нередко в описании микросхемы указывают технологию изготовления, чтобы подчеркнуть тем самым общую характеристику свойств и возможностей микросхемы. В современных технологиях объединяют технологии биполярных и полевых транзисторов, чтобы добиться улучшения характеристик микросхем.

### Проектирование
Уровни проектирования:
- электрический — принципиальная электрическая схема (транзисторы, конденсаторы, резисторы и т. п.)
- схемо- и системотехнический уровень — схемо- и системотехнические схемы (триггеры, компараторы, шифраторы, дешифраторы, АЛУ и т. п.)
- логический — логическая схема (логические инверторы, элементы ИЛИ-НЕ, И-НЕ и т. п.)
- физический — методы реализации одного транзистора (или небольшой группы) в виде легированных зон на кристалле
- топологический — топологические фотошаблоны для производства[17]

а также
- программный — позволяет программисту программировать (для ПЛИС, микроконтроллеров и микропроцессоров) разрабатываемую модель, используя виртуальную схему

В настоящее время (2022 г.) большая часть интегральных схем проектируется при помощи специализированных САПР, которые позволяют автоматизировать и значительно ускорить производственные процессы, например, получение топологических фотошаблонов.

### Производство аналоговых микросхем
В настоящее время аналоговые микросхемы производятся многими фирмами: Analog Devices, Analog Microelectronics, Maxim Integrated Products, National Semiconductor, Texas Instruments и др.
Переход к субмикронным размерам интегральных элементов усложняет проектирование АИМС. Например, МОП-транзисторы с малой длиной затвора имеют ряд особенностей, ограничивающих их применение в аналоговых блоках: 
высокий уровень низкочастотного фликкер-шума; 
сильный разброс порогового напряжения и крутизны, приводящий к появлению большого напряжения смещения дифференциальных и операционных усилителей; 
малая величина выходного малосигнального сопротивления и усиления каскадов с активной нагрузкой; 
невысокое пробивное напряжение p-n-переходов и промежутка сток-исток, вызывающее снижение напряжения питания и уменьшение динамического диапазона.

### Производство цифровых микросхем
Технологии по типу логики:
- Микросхемы на униполярных (полевых) транзисторах — самые экономичные (по потреблению тока):
  - МОП-логика (металл-оксид-полупроводник логика) — микросхемы формируются из полевых транзисторов n-МОП или p-МОП типа;
  - КМОП-логика (комплементарная МОП-логика) — каждый логический элемент микросхемы состоит из пары взаимодополняющих (комплементарных) полевых транзисторов (n-МОП и p-МОП).
- Микросхемы на биполярных транзисторах:
  - РТЛ — резисторно-транзисторная логика (устаревшая, заменена на ТТЛ);
  - ДТЛ — диодно-транзисторная логика (устаревшая, заменена на ТТЛ);
  - ТТЛ — транзисторно-транзисторная логика — микросхемы сделаны из биполярных транзисторов с многоэмиттерными транзисторами на входе;
  - ТТЛШ — транзисторно-транзисторная логика с диодами Шоттки — усовершенствованная ТТЛ, в которой используются биполярные транзисторы с эффектом Шоттки;
  - ЭСЛ — эмиттерно-связанная логика — на биполярных транзисторах, режим работы которых подобран так, чтобы они не входили в режим насыщения, — что существенно повышает быстродействие;
  - ИИЛ — интегрально-инжекционная логика.
- Микросхемы, использующие как полевые, так и биполярные транзисторы:
  - БиКМОП

Используя один и тот же тип транзисторов, микросхемы могут создаваться по разным методологиям, например, статической или динамической.
КМОП- и ТТЛ-(ТТЛШ-)технологии являются наиболее распространёнными логиками микросхем. Где необходимо экономить потребление тока, применяют КМОП-технологию, где важнее скорость и не требуется экономии потребляемой мощности — применяют ТТЛ-технологию. Слабым местом КМОП-микросхем является уязвимость для статического электричества — достаточно коснуться рукой вывода микросхемы, и её целостность уже не гарантируется. С развитием технологий ТТЛ и КМОП микросхемы по параметрам сближаются и, как следствие, например, серия микросхем 1564 сделана по технологии КМОП, а функциональность и размещение в корпусе как у ТТЛ-технологии.
Микросхемы, изготовленные по ЭСЛ-технологии, являются самыми быстрыми, но и наиболее энергопотребляющими, и применялись при производстве вычислительной техники в тех случаях, когда важнейшим параметром была скорость вычисления. В СССР самые производительные ЭВМ типа ЕС106х изготавливались на ЭСЛ-микросхемах. Сейчас эта технология используется редко.

### Производство полупроводниковых микросхем
Полупроводниковая микросхема — все элементы и межэлементные соединения выполнены на одном полупроводниковом кристалле (подложке).
Подложка — обычно монокристаллическая полупроводниковая пластина, предназначенная для создания на ней плёнок, гетероструктур и выращивания монокристаллических слоёв с помощью процесса эпитаксии (гетероэпитаксии, гомоэпитаксии, эндотаксии), кристаллизации и т. д.

Кремний, германий, арсенид галлия, ситаллы, сапфир — одни из матриалов для подложек микросхем.

#### Технологический процесс
При изготовлении микросхем используется метод фотолитографии (проекционной, контактной и др.), при этом схему формируют на подложке (обычно из кремния), полученной путём резки алмазными дисками монокристаллов кремния на тонкие пластины. Ввиду малости линейных размеров элементов микросхем от использования видимого света и даже ближнего ультрафиолетового излучения при засветке отказались.
В качестве характеристики технологического процесса производства микросхем указывают минимальные контролируемые размеры топологии фотоповторителя (контактные окна в оксиде кремния, ширина затворов в транзисторах и т. д.) и, как следствие, размеры транзисторов (и других элементов) на кристалле. Этот параметр, однако, находится во взаимозависимости с рядом других производственных возможностей: чистотой получаемого кремния, характеристиками инжекторов, методами фотолитографии, методами вытравливания и напыления.
В 1970-х годах минимальный контролируемый размер серийно производимых микросхем составлял 2-8 мкм, в 1980-х он был уменьшен до 0,5-2 мкм.
В 1990-х годах из-за нового витка «войны платформ» стали внедряться в производство и быстро совершенствоваться экспериментальные методы: в начале 1990-х процессоры (например, ранние Pentium и Pentium Pro) изготавливали по технологии 0,5-0,6 мкм (500—600 нм), потом технология дошла до 250—350 нм. Следующие процессоры (Pentium II, K6-2+, Athlon) уже делали по технологии 180 нм. В 2002—2004 годах были освоены техпроцессы 90 нм (Winchester AMD 64, Prescott Pentium 4).
Следующие процессоры изготавливали с использованием УФ-излучения (эксимерный лазер ArF, длина волны 193 нм). В среднем внедрение лидерами индустрии новых техпроцессов по плану ITRS происходило каждые 2 года, при этом обеспечивалось удвоение количества транзисторов на единицу площади: 45 нм (2007), 32 нм (2009), 22 нм (2011), 14-нм (2014) , 10-нм (2018), 5-нм (2020), 3-нм (2022) .
В 2015 году появились оценки, что внедрение новых техпроцессов будет замедляться.

### Контроль качества
Для контроля качества интегральных микросхем широко применяют так называемые тестовые структуры.

## Серии микросхем
Аналоговые и цифровые микросхемы выпускаются сериями. Серия — это группа микросхем, имеющих единое конструктивно-технологическое исполнение и предназначенные для совместного применения. Микросхемы одной серии, как правило, имеют одинаковые напряжения источников питания, согласованы по входным и выходным сопротивлениям, уровням сигналов.

### Корпуса

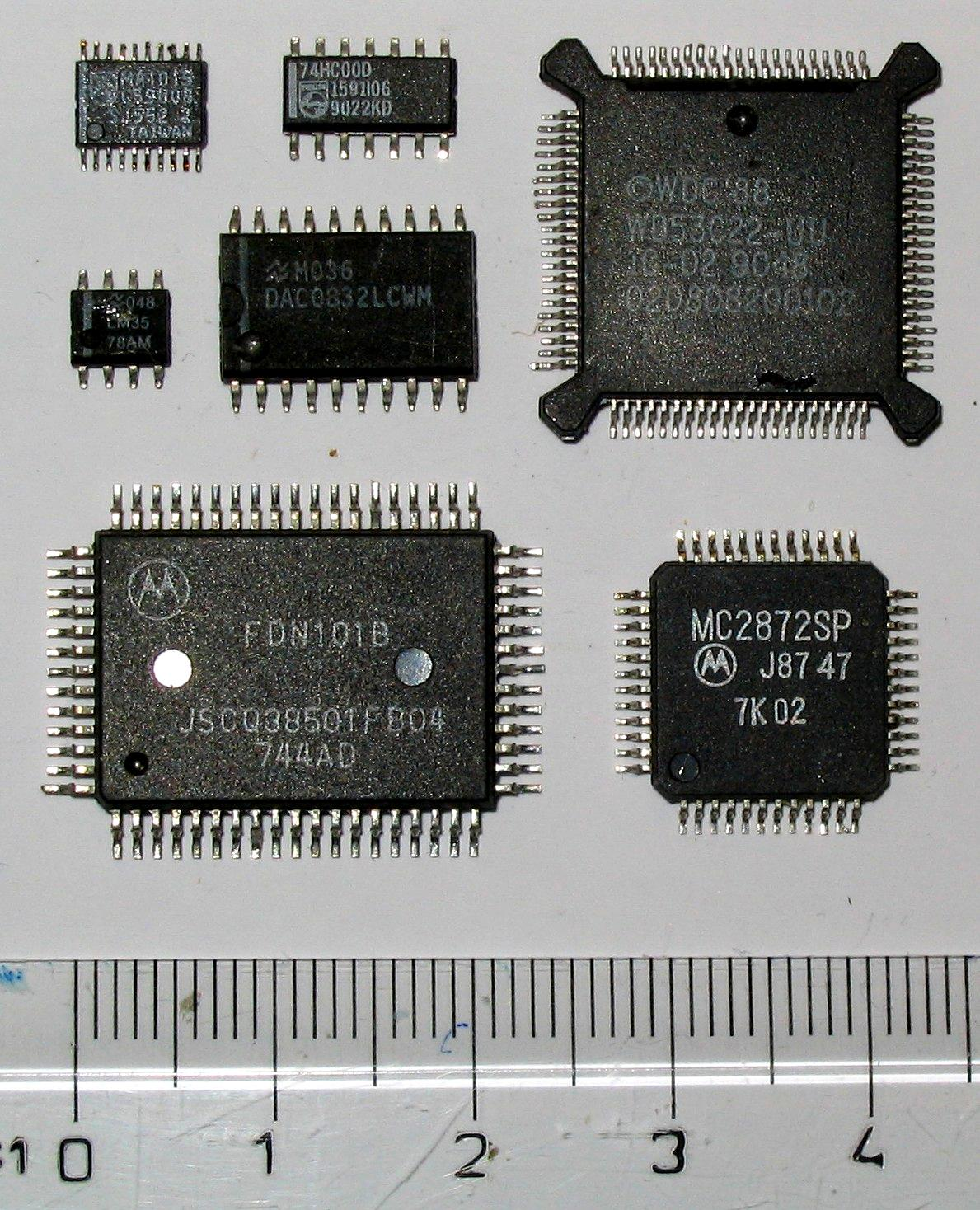
Корпуса интегральных микросхем, предназначенные для поверхностного монтажа

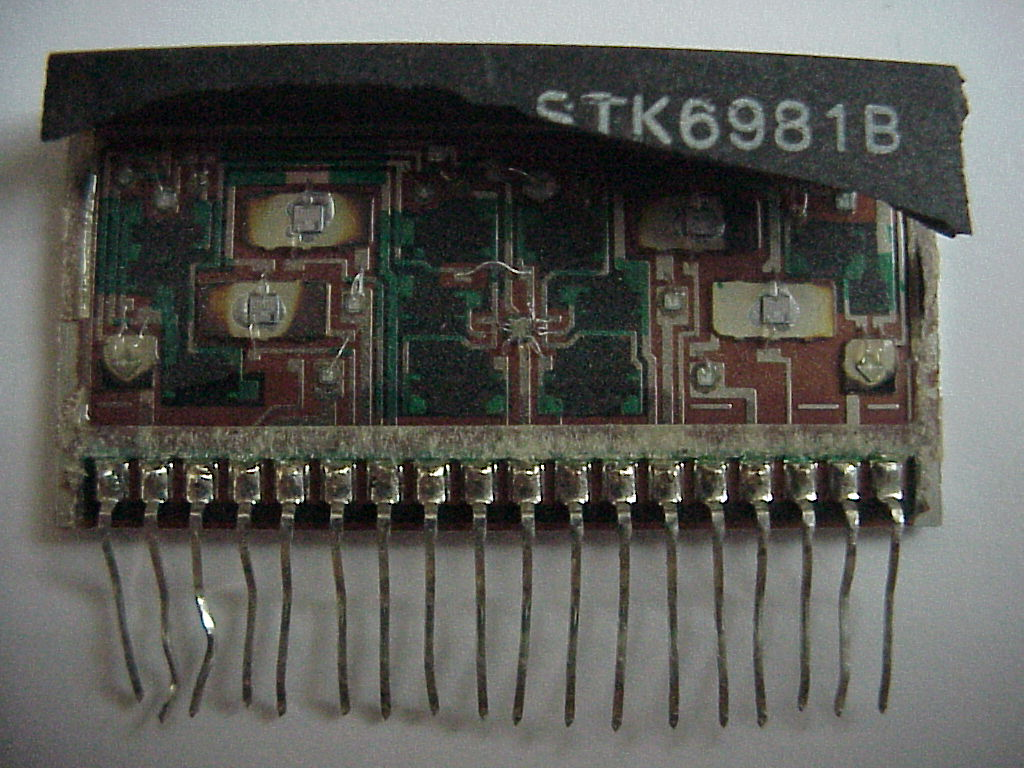
Микросборка с бескорпусной микросхемой, разваренной на печатной плате

Корпус микросхемы — это конструкция, предназначенная для защиты кристалла микросхемы от внешних воздействий, а также для удобства монтажа микросхемы в электронную схему. Содержит собственно корпус из диэлектрического материала (пластмасса, реже керамика), набор проводников для электрического соединения кристалла с внешними цепями посредством выводов, маркировку.
Существует множество вариантов корпусов микросхем, различающихся по количеству выводов микросхемы, методу монтажа, условиям эксплуатации. Для упрощения технологии монтажа производители микросхем стараются унифицировать корпуса, разрабатывая международные стандарты.
Иногда микросхемы выпускают в бескорпусном исполнении — то есть кристалл без защиты. Бескорпусные микросхемы обычно предназначены для монтажа в гибридную микросборку. Для массовых дешевых изделий возможен непосредственный монтаж на печатную плату.

### Специфические названия
Фирма Intel первой изготовила микросхему, которая выполняла функции микропроцессора (англ. microproccessor) — Intel 4004. На базе усовершенствованных микропроцессоров 8088 и 8086 фирма IBM выпустила свои известные персональные компьютеры.
Микропроцессор формирует ядро вычислительной машины, дополнительные функции, типа связи с периферией выполнялись с помощью специально разработанных наборов микросхем (чипсет). Для первых ЭВМ число микросхем в наборах исчислялось десятками и сотнями, в современных системах это набор из одной-двух-трёх микросхем. В последнее время наблюдаются тенденции постепенного переноса функций чипсета (контроллер памяти, контроллер шины PCI Express) в процессор.
Микропроцессоры со встроенными ОЗУ и ПЗУ, контроллерами памяти и ввода-вывода, а также другими дополнительными функциями называют микроконтроллерами.

## Мировой рынок
В 2017 году мировой рынок интегральных схем оценивался в 700 млрд долл.
Основные производители и экспортёры находятся в Азии: Сингапур (115 млрд долл.), Южная Корея (104 млрд долл.), Китай (80,1 млрд долл.) и Малайзия (55,7 млрд долл.). Крупнейший европейский экспортер — Германия (1,4 млрд долл.), американский — США (28,9 млрд долл.). Крупнейшие импортёры: Китай (207 млрд долл.), Гонконг (168 млрд долл.), Сингапур (57,8 млрд долл.), Южная Корея (38,6 млрд долл.) и Малайзия (37,3 млрд долл.).

## Правовая защита
Законодательство России предоставляет правовую охрану топологиям интегральных микросхем. Топологией интегральной микросхемы является зафиксированное на материальном носителе пространственно-геометрическое расположение совокупности элементов интегральной микросхемы и связей между ними (ст. 1448 ГК РФ).
Автору топологии интегральной микросхемы принадлежат следующие интеллектуальные права:
1. исключительное право;
2. право авторства.

Автору топологии интегральной микросхемы принадлежат также другие права, в том числе право на вознаграждение за использование служебной топологии.
Исключительное право на топологию действует в течение десяти лет. Правообладатель в течение этого срока может по своему желанию зарегистрировать топологию в Федеральной службе по интеллектуальной собственности, патентам и товарным знакам.